# Adiantum tripteris
Adiantum tripteris là một loài dương xỉ trong họ Pteridaceae. Loài này được K.U. Kramer mô tả khoa học đầu tiên năm 1969.